# .sl
.sl is het achtervoegsel van domeinen van websites uit Sierra Leone.
Registratie verloopt via Sierratel.